# Phorésie

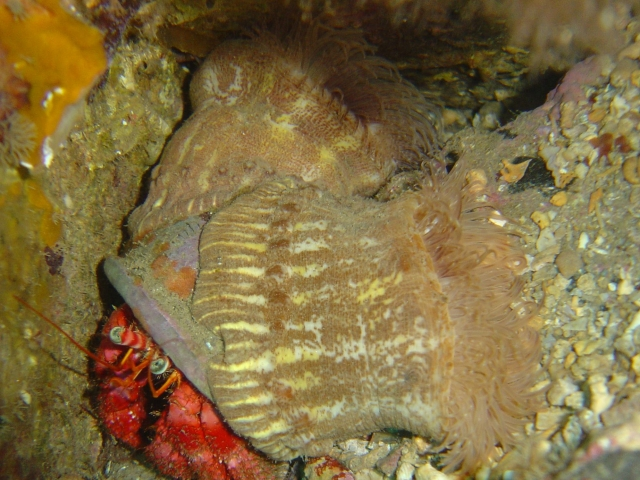
Deux anémones parasites, fixées sur la coquille occupée par un bernard-l'hermite. Dans ce cas de phorésie, les anémones alourdissent la coquille du bernard-l'hermite.

La phorésie est un type d'interaction entre deux organismes où un individu (le phoronte) est transporté par un autre (l'hôte). Il s’agit d’une association libre (les sources de nourriture de chacun des partenaires étant indépendantes) et non destructrice (le transport en question n’occasionne pas de dommages physiologiques particuliers). L'espèce transportée est dite « phorétique ».
Dans les faits, la relation phorétique est rarement stricte. Ainsi, dans le cas du rémora, elle est également de type commensale, le poisson se nourrissant sur les restes alimentaires des animaux auxquels il s’accroche, voire mutualiste, car il peut aussi consommer leurs parasites cutanés (apportant alors un bénéfice à l’hôte).
À l’inverse, la phorésie peut avoir, dans une certaine mesure, une dimension parasitaire secondaire, c’est-à-dire négative pour l’hôte ; la présence du phoronte alourdit l’hôte, générant un surcoût énergétique potentiellement nuisible, surtout si le nombre de phorontes sur un hôte donné est élevé, ou si ce dernier est affaibli. De plus, les organes de fixation du phoronte peuvent provoquer des lésions sur la peau de l’hôte.

## Étymologie
Le terme phorésie vient du grec -φόρος, -phoros, de φέρω, pherô, « porter ».

## Exemples

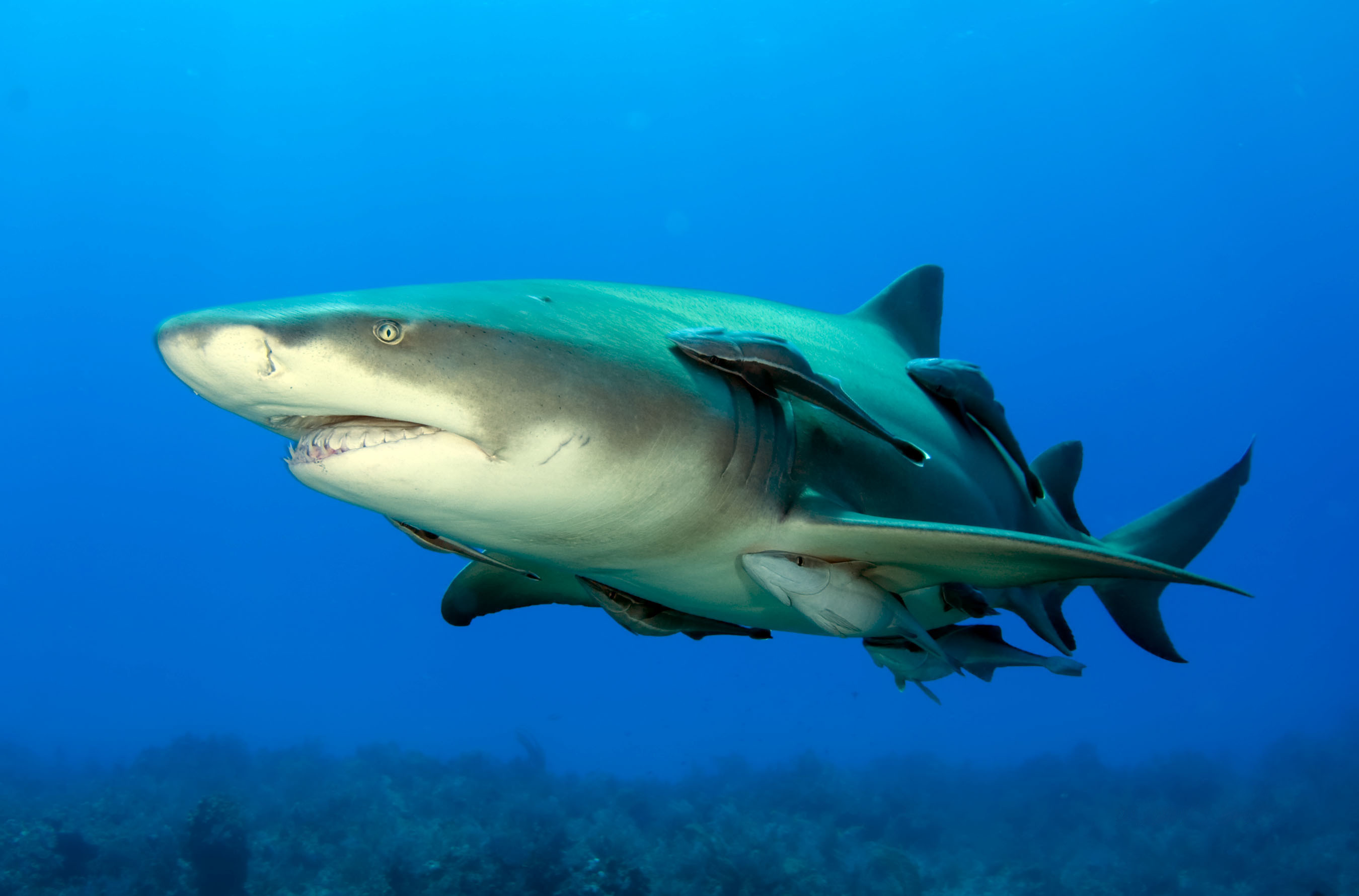
Rémoras transportés par un requin

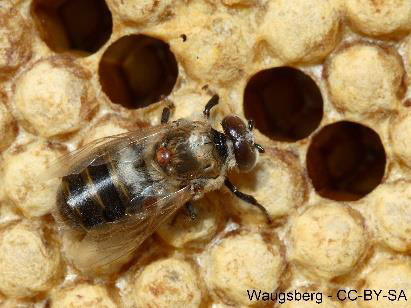
Varroa phorétique transporté par une abeille

Des exemples de phorésie existent tant chez les vertébrés que chez les invertébrés. Chez les vertébrés, le rémora (poisson de la famille des Echeneidae), dispose d'une ventouse (issue d'une transformation de la première partie de sa nageoire dorsale) qui lui permet de se fixer sur la partie ventrale ou dorsale de l'hôte (raies, requins, tortues, mammifères marins).
La phorésie est également très répandue chez les invertébrés. Par exemple, des acariens ou des pseudoscorpions peuvent se faire transporter par des insectes, y compris sur de longues distances dans le cas d'insectes migrateurs, bien que les individus affaiblis par des parasites ou alourdis par des « passagers clandestins » risquent plus de mourir lors de la migration.